# なんでも百年史
『なんでも百年史』（なんでもひゃくねんし）は、1965年10月28日から1966年4月19日までNET（現・テレビ朝日）系列局で放送された毎日放送製作のドキュメンタリー番組である。放送時間は毎週火曜 22:30 - 23:00 (JST) 。宇部興産（現:UBE）の一社提供。

## 概要
明治百年（1967年）を2年後に控え、文明開化から1965年当時に至るまでの日本人の姿を鋭角的に面白おかしく捉えることをコンセプトにしていた番組である。

## 司会
- 小泉博

## テーマ
- ダンス
- 行楽
- おしゃれ
- 漫画

ほか